# Supercoppa UEFA 1996
La Supercoppa UEFA 1996 è stata la ventunesima edizione della Supercoppa UEFA.
Si è svolta il 15 gennaio e il 5 febbraio 1997, in gara di andata e ritorno, tra la squadra vincitrice della Champions League 1995-1996, gli italiani della Juventus, e quella detentrice della Coppa delle Coppe 1995-1996, i francesi del Paris Saint-Germain.
A conquistare il titolo è stata la Juventus, che ha vinto la gara di andata a Parigi per 6-1 – la peggiore sconfitta subìta da un club francese in competizioni confederali, nonché il rovescio casalingo col maggiore scarto nella storia della manifestazione – e la gara di ritorno, eccezionalmente disputata a Palermo, per 3-1: il 9-2 complessivo è lo scarto più ampio mai registrato in finali di competizioni UEFA.

## Partecipanti
| Squadre             | Qualificazione                                   | Partecipazioni precedenti (il grassetto indica la vittoria) |
| ------------------- | ------------------------------------------------ | ----------------------------------------------------------- |
| Juventus            | Vincitrice della UEFA Champions League 1995-1996 | 1 (1984)                                                    |
| Paris Saint-Germain | Vincitrice della Coppa delle Coppe 1995-1996     | Nessuna                                                     |

## Tabellini

### Andata
| Arbitro: | Nikolaj Levnikov |

|                |           |                                                                   |
| Raí 52’ (rig.) | Marcatori | 4’ Porrini 22’, 40’ Padovano 33’ Ferrara 83’ Lombardo 88’ Amoruso |

| Paris SG | Juventus |

| Paris Saint-Germain (4-4-2) |    |                         |          |     |
|                             |    |                         |          |     |
| P                           | 1  | Bernard Lama            |          |     |
| D                           | 17 | Jimmy Algerino          |          | 34’ |
| D                           | 6  | Paul Le Guen            |          |     |
| D                           | 4  | Bruno N'Gotty           |          |     |
| D                           | 22 | Didier Domi             |          | 55’ |
| C                           | 19 | Jérôme Leroy            |          |     |
| C                           | 13 | Laurent Fournier        | 23’, 63’ |     |
| C                           | 10 | Raí                     | 55’      |     |
| C                           | 8  | Vincent Guérin          |          |     |
| A                           | 9  | Julio César Dely Valdés |          | 61’ |
| A                           | 11 | Patrice Loko            |          |     |
| A disposizione:             |    |                         |          |     |
| P                           | 16 | Vincent Fernandez       |          |     |
| D                           | 2  | Daniel Kenedy           |          | 34’ |
| C                           | 7  | Leonardo                |          | 55’ |
| C                           | 12 | Bernard Allou           |          |     |
| A                           | 20 | Cyrille Pouget          |          | 61’ |
| Allenatore:                 |    |                         |          |     |
| Ricardo Gomes               |    |                         |          |     |

| Juventus (4-4-2) |    |                       |     |     |
|                  |    |                       |     |     |
| P                | 1  | Angelo Peruzzi        |     |     |
| D                | 3  | Moreno Torricelli     |     |     |
| D                | 2  | Ciro Ferrara          |     | 73’ |
| D                | 5  | Sergio Porrini        |     |     |
| D                | 22 | Gianluca Pessotto     |     |     |
| C                | 7  | Angelo Di Livio       |     |     |
| C                | 14 | Didier Deschamps      | 28’ |     |
| C                | 21 | Zinédine Zidane       |     |     |
| C                | 20 | Alessio Tacchinardi   |     | 67’ |
| A                | 11 | Michele Padovano      |     | 73’ |
| A                | 10 | Alessandro Del Piero  |     |     |
| A disposizione:  |    |                       |     |     |
| P                | 12 | Michelangelo Rampulla |     |     |
| D                | 4  | Paolo Montero         |     |     |
| D                | 13 | Mark Iuliano          |     | 73’ |
| C                | 19 | Attilio Lombardo      |     | 67’ |
| A                | 16 | Nicola Amoruso        |     | 73’ |
| Allenatore:      |    |                       |     |     |
| Marcello Lippi   |    |                       |     |     |

### Ritorno
| Arbitro: | Serge Muhmenthaler |

|                                |           |                |
| Del Piero 36’, 70’ Vieri 90+3’ | Marcatori | 64’ (rig.) Raí |

| Juventus | Paris SG |

| Juventus (4-4-2) |    |                       |  |     |
|                  |    |                       |  |     |
| P                | 1  | Angelo Peruzzi        |  |     |
| D                | 3  | Moreno Torricelli     |  | 72’ |
| D                | 2  | Ciro Ferrara          |  |     |
| D                | 4  | Paolo Montero         |  |     |
| D                | 22 | Gianluca Pessotto     |  |     |
| C                | 7  | Angelo Di Livio       |  |     |
| C                | 20 | Alessio Tacchinardi   |  | 68’ |
| C                | 21 | Zinédine Zidane       |  |     |
| C                | 18 | Vladimir Jugović      |  |     |
| A                | 11 | Michele Padovano      |  | 68’ |
| A                | 10 | Alessandro Del Piero  |  |     |
| A disposizione:  |    |                       |  |     |
| P                | 12 | Michelangelo Rampulla |  |     |
| D                | 5  | Sergio Porrini        |  | 72’ |
| D                | 13 | Mark Iuliano          |  |     |
| C                | 19 | Attilio Lombardo      |  | 68’ |
| A                | 15 | Christian Vieri       |  | 68’ |
| Allenatore:      |    |                       |  |     |
| Marcello Lippi   |    |                       |  |     |

| Paris Saint-Germain (4-4-2) |    |                         |     |     |
|                             |    |                         |     |     |
| P                           | 1  | Bernard Lama            |     |     |
| D                           | 17 | Jimmy Algerino          |     |     |
| D                           | 6  | Paul Le Guen            |     |     |
| D                           | 22 | Didier Domi             | 19’ |     |
| D                           | 2  | Daniel Kenedy           |     |     |
| C                           | 8  | Vincent Guérin          |     | 75’ |
| C                           | 15 | Benoît Cauet            |     |     |
| C                           | 10 | Raí                     |     |     |
| C                           | 7  | Leonardo                |     | 80’ |
| A                           | 9  | Julio César Dely Valdés |     |     |
| A                           | 11 | Patrice Loko            |     | 90’ |
| A disposizione:             |    |                         |     |     |
| P                           | 16 | Vincent Fernandez       |     |     |
| C                           | 12 | Bernard Allou           |     | 80’ |
| C                           | 18 | Roméo Calenda           |     | 90’ |
| C                           | 19 | Jérôme Leroy            |     | 75’ |
| A                           | 20 | Cyrille Pouget          |     |     |
| Allenatore:                 |    |                         |     |     |
| Ricardo Gomes               |    |                         |     |     |